# Thursday October Christian

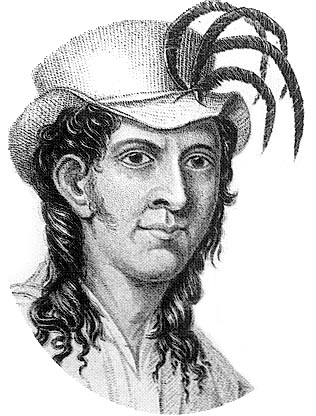
Thursday October Christian (I)

Thursday October Christian (14 oktober 1790 - 21 april 1831) was de eerste zoon van Fletcher Christian (leider van de muiterij op de HMAV Bounty) en zijn vrouw Maimiti. Hij was verwekt op Tahiti en kwam ter wereld op Pitcairn, waar de Bountymuiters toevlucht hadden gezocht. Hij was daarmee het eerste kind dat op Pitcairn geboren werd. Zijn naam dankt hij aan het feit dat hij op een donderdag in oktober werd geboren en zijn vader hem een naam wilde geven die hen op geen enkele wijze aan Engeland deed denken. Op zich is dat opmerkelijk omdat Fletcher Christiaan zijn Tahitiaanse vrouw Maimiti de Engelse naam 'Isabella' had gegeven, naar een nicht van Fletcher.

## Huwelijk en kinderen
Thursday trouwde met iemand uit de eerste generatie Pitcairners. Toen hij 15 was, trouwde hij met Teraura, die toen 30 was. Het huwelijk werd voltrokken met een trouwring die oorspronkelijk van Edward Young -Teraura's eerste echtgenoot- was geweest.
Thursday en Teraura hadden samen 7 kinderen:
- Joseph John Christian (1806 - Tahiti, 24 november 1831)
- Charles Christian ("Big Charlie") (januari 1808 - Tahiti, 25 juni 1831)
- Mary Christian (1810 - 25 oktober 1852) Volgens overlevering een zeer mooie vrouw
- Polly Christian (1814 - Tahiti, 16 mei 1831)
- Artur Christian (geb 1815)
- Peggy Christian (1815 - Norfolk 12 mei 1884)
- Thursday October Christian II (roepnaam "Duddie") (Pitcairn, oktober 1820 - Pitcairn 27 mei 1911)

## Onderhandelingen met de Britten
Toen de Britse schepen Tagus en Briton op de ochtend van 17 september 1814 Pitcairn bereikten, kwamen Thursday en George Young in kano's naar hen toe. Beiden spraken goed Engels en gaven de officieren van de Engelse schepen een zeer goede indruk. Dit was zeker mede oorzaak dat de twee kapiteins ervan overtuigd raakten dat John Adams een zeer beschaafde gemeenschap had gesticht en zij besloten dan ook dat het in niemands belang was hem voor muiterij en piraterij te laten berechten in Engeland. De schepen bleven slechts enkele uren en vertrokken die avond nog. Dit was tevens het moment dat het enige bewaard gebleven portret van Thursday werd gemaakt.
Kapitein Philip Pipon van de Tagus beschreef Thursday als "ongeveer 25 jaar oud, een lange jonge man van ca 1 meter 85 met een open en interessant gezicht. Met uitzondering van een lendendoek droeg hij geen kleren. Hij droeg een strooien hoed, versierd met de veren van een zwarte haan. Bijna gelijk aan die door de Spanjaarden in Zuid-Amerika wordt gedragen, maar dan kleiner.
Pipon noemt hem 'Friday October Christian' omdat men had ontdekt dat er een fout zat in de op Pitcairn gehanteerde kalender, doordat men er na de muiterij geen rekening mee had gehouden dat ze de datumgrens waren gepasseerd. Pitcairn ligt namelijk veel oostelijker dan Tahiti. Als dit zo zou zijn, vergiste ook Pipon zich, omdat Thursday dan 'Wednesday' zou moeten heten. Klaarblijkelijk is er een postzegel van Pitcairn island waarop hij nog steeds als 'Friday' wordt geïdentificeerd.

## Dood in Tahiti
Toen de Pitcairners in 1831 naar Tahiti emigreerden in verband met de overbevolking van het eiland, was Thursday een van de elf Pitcairners die overleden als gevolg van infectieziekten waar zij door hun geïsoleerde bestaan geen weerstand tegen hadden. Zijn vrouw Teraura, die toen 56 was, overleefde hem nog 19 jaar.

## Trivia
Het huis van Thursday October Christian was lange tijd het oudste gebouw op Pitcairn, totdat het als gevolg van termietenschade, wegens instortingsgevaar op 1 maart 2004 werd gesloopt. 